# سزار آرتورو راموس
سزار آرتورو راموس (انگلیسی: César Arturo Ramos؛ زادهٔ ۱۵ دسامبر ۱۹۸۳) داور فوتبال اهل مکزیک است.
وی از سال ۲۰۱۴ وارد فهرست داوران فیفا شده است.
این داور بازی ایران و عمان در مرحله یک هشتم نهایی جام ملتهای آسیا ۲۰۱۹ را سوت زد 